# براندان ليهي
براندان ليهي (بالإنجليزية: Brendan Leahy)‏ هو عالم عقيدة أيرلندي، ولد في 28 مارس 1960 في دبلن في جمهورية أيرلندا.